# Chiropodomys muroides
Chiropodomys muroides је врста глодара из породице мишева (Muridae).

## Распрострањење
Врста је присутна у следећим државама: Малезија и Индонезија.

## Станиште
Станиште врсте су шуме. Врста је присутна на подручју острва Борнео у Индонезији.

## Угроженост
Подаци о распрострањености ове врсте су недовољни.